# Nipholepis
Nipholepis is een monotypisch geslacht van schimmels in de orde Arthoniales. Het bevat alleen de soort Nipholepis filicina. De familie is nog niet eenduidig bepaald (Incertae sedis). 